# Cratere Martí
Martí  è un cratere sulla superficie di Mercurio.